# Biblioteca médica Allen Memorial
La Biblioteca Médica Allen Memorial está ubicada a lo largo de Euclid Avenue en el campus de la Universidad Case Western Reserve en Cleveland, Ohio. Terminado en 1926, el edificio recibió su nombre en honor a Dudley P. Allen. Diseñado por la firma de Cleveland de Walker and Weeks en un estilo de renacimiento clásico, fue construido con piedra caliza de Indiana sobre una base de mármol rosa de Georgia. Fue incluido en el Registro Nacional de Lugares Históricos el 30 de noviembre de 1982 y es un punto de referencia en Cleveland. Además de su función de biblioteca, el auditorio de 450 asientos del edificio sirve como aula para los estudiantes de la Universidad Case Western Reserve.
Además de albergar una parte de la Biblioteca de Ciencias de la Salud de Cleveland (CHSL), también es la sede del Museo Dittrick de Historia Médica. El edificio es administrado por la Asociación de Bibliotecas Médicas de Cleveland (CMLA) en asociación con la Universidad Case Western Reserve.